# Bob Papenbrook
Robert DeWayne (Bob) Papenbrook (San Diego (Californië), 18 september 1955 – Los Angeles (Californië), 17 maart 2006) was een Amerikaans acteur die zich vooral bezighield met het inspreken van stemmen. Alhoewel hij dit deed voor veel animeproducties en computerspellen, is hij voornamelijk bekend als acteur die zijn stem leende aan personages uit live-actionseries voor kinderen, in het bijzonder de verschillende televisieseries met in de hoofdrol de Power Rangers. Voorbeelden zijn Rito Revolto uit Mighty Morphin Power Rangers en Power Rangers: Zeo, Shadowborg uit Big Bad BeetleBorgs, Scorpix uit BeetleBorgs Metallix en Deviot uit Power Rangers: Lost Galaxy. Op het scherm was Papenbrook te zien in onder meer de horrorfilm Jeepers Creepers 2. Naast acteur was hij vechtsportleraar en -coach.
In 2006 stierf hij aan een chronische longaandoening. Hij werd vijftig jaar. Papenbrook werd overleefd door zijn vrouw Debbie Rothstein en zoon Bryce Papenbrook, eveneens stemacteurs, alsmede zijn ouders en een broer.

## Filmografie als stemacteur (selectie)
- BeetleBorgs Metallix (live-action) – Aqualungs, Scorpix
- Big Bad BeetleBorgs (live-action) – Amphead, Shadowborg, Hammerhands, Borgslayer
- Eureka Seven (anime) – Ken-Goh
- Flint the Time Detective (anime) – Rocky Hammerhead
- Ghost in the Shell (computerspel) – Ishikawa
- Masked Rider (live-action) – Edentada, Cyborgator, Bruticon
- Mighty Morphin Power Rangers (live-action) – Rito Revolto, Saliguana, Snizard
- Power Rangers: Zeo (live-action) – Rito Revolto, Silo, Punch-A-Bunch, Borax the Varox
- Power Rangers: Lost Galaxy (live-action) – Deviot, Radster
- Power Rangers: Lightspeed Rescue (live-action) – Fireor, Thunderclaw
- Power Rangers: Time Force (live-action) – Univolt, Artillicon
- Rave Master (anime) – Bis Ras
- Rurouni Kenshin (anime) – Koshijirou Kamiya, Heizo Ogawa, Hyottoko, Muraki Uramura
- Scooby-Doo 2: Monsters Unleashed (live-action) – Black Knight
- Shinzo (anime) – Kutal/Hyper Kutal
- Street Fighter Alpha: The Animation (anime) – Dan Hibiki
- Transformers: Robots in Disguise (anime) – Mega-Octane/Ruination
- VR Troopers (live-action) – Spitbot, Footbot, Vanbot, Serpentoid